# Robert M. Gagné
Robert Mills Gagné (North Andover, Estados Unidos, 21 de agosto de 1916 - 28 de abril de 2002) fue un psicólogo y pedagogo estadounidense. Estudió en Yale y recibió su doctorado en la Universidad Brown, en 1940. Fue investigador en la Fuerza Aérea de Estados Unidos y se destacó como profesor en las universidades de Princeton, California en Berkeley y Florida State.

## Teoría del aprendizaje de Gagné.
Su teoría ayudó a fomentar la forma en que se concebía el aprendizaje desde una perspectiva diferente, así la mayor contribución a su teoría del aprendizaje está desarrollada fundamentalmente en su libro de 1965 The Conditions of Learning. Gagné sostiene la existencia de distintos tipos o niveles de aprendizaje, y afirma que cada uno de ellos requiere un tipo diferente de instrucción:
- Información verbal.
- Habilidades intelectuales.
- Estrategias cognitivas.
- Habilidades motoras.
- Actitudes.[1]

Asimismo, Gagné mantiene que existen condicionantes internos y externos que regulan el proceso de aprendizaje. Los primeros hacen referencia a la adquisición y almacenamiento de capacidades que son requisitos previos para el aprendizaje, o que ayudan a su consecución; los segundos se refieren a los diversos tipos de acontecimientos contextuales que deben programarse para facilitar el aprendizaje.
Las tareas de aprendizaje que Gagné propone para el ámbito cognitivo se organizan en una jerarquía de progresiva complejidad, y que van desde el reconocimiento perceptivo hasta la solución de problemas:
- Reacción ante una señal que provoque un estímulo.
- Estímulo-respuesta.
- Encadenamiento.
- Asociación verbal.
- Discriminación múltiple.
- Aprendizaje de conceptos.
- Aprendizaje de principios.
- Resolución de problemas.[2]

Esta jerarquía, a su vez, da lugar a una secuencia necesaria de instrucción, que establece los pasos para lograr un aprendizaje efectivo:
- Ganar la atención.
- Informar al alumno de los objetivos.
- Estimular el recuerdo de la enseñanza previa.
- Presentar material estimulante.
- Proporcionar orientación al alumno.
- Permitir la práctica de lo aprendido.
- Proporcionar retroalimentación.
- Evaluar el desempeño.
- Mejorar la retención y la transferencia.[1]

Trabajó en colaboración con la reina Isabel de Inglaterra en un proyecto de tutorías para acompañar los procesos de aprendizaje de los niños y jóvenes en Francia, Italia y Suiza. El resultado de este trabajo resultó una buena experiencia dado que llevó a que la población estudiantil aprendiera de manera diferente.

## Publicaciones

### En Español
- Gagné, R. M., La instrucción basada en la investigación sobre el aprendizaje. Universidad Iberoamericana, México, 1986.
- Gagné, R. M. y Briggs, L. J. La Planificación de la Enseñanza: sus principios. Editorial Trillas, México, 1987.
- Gagné, R. M. Principios básicos del aprendizaje e instrucción. Diana, México, 1975 Gagné, R. M. Diseño de la enseñanza para un aprendizaje eficaz. McGraw-HIll Interamericana, México, 1993.
- Gagné, R. M. Las condiciones del aprendizaje. Ed. Aguilar, Madrid, 1971.

### En inglés
- Gagné, R. M. (1962). Military training and principles of learning. American Psychologist, 17, 263-276. Gagne, R. M. (1962). The Acquisition of Knowledge. Psychological Review, 69,p355-365.
- Gagne, R. M. (1963). Learning and proficiency in mathematics. Mathematics Teacher, 56(8), 620-626. Gagne, R. M. (1963). The learning requirements for enquiry. Journal of Research in Science Teaching, 1, 144-153.
- Gagné, R. M. (1966). The conditions of learning (1st ed.). New York: Holt, Rinehart, & Winston. Gagné, R. M. (1968). Learning Hierarchies. Educational Psychologist. American Psychological Association.
- Gagné, R. M. (1972). Domains of Learning. Interchange. 3,p1-8. Gagné, R.M., & White, R.T. (1978). Memory Structures and learning outcomes. Review of Educational Research, 48, 187-222.
- Gagne, R. M. (1983). Some issues in the psychology of mathematics instruction. Journal for Research in Mathematics Education, 14(1), 7-18. Gagne, R.M., and Dick, W. (1983). Instructional Psychology. In M. Rosenzweig & l. Porter (Eds.), Annual Review of Psychology. Palo Alto, CA: Annual Reviews.
- Gagné, R. M. (1985). The conditions of learning and Theory of Instruction (4th ed). New York: Holt, Rhinehart & Winston. Gagné, R. M. (1987). Instructional Technology Foundations. Hillsdale, NJ: Lawrence Erlbaum Assoc.
- Gagné, R. M. (1987). The Idea of Schema. AECT paper. ERIC clearinghouse. ED 285 536. Gagné, R. M, Leslie J. Briggs, and Walter W. Wager. (1992). Principles of Instructional Design. 4th ed. Fort Worth:Harcourt Brace Jovanovich College Publishers.
- Gagné, R. M. (1996). Learning processes and instruction. Training Research Journal. 1(1),p17-28.
- Gagné, R. M. with Karen Medsker. (1996). The conditions of learning: Training Applications. Fort Worth, TX: Harcourt Brace College Publishers.